# Теория полей классов

Корни 5-й степени из единицы в комплексной плоскости. Добавление этих корней к рациональным числам порождает абелево расширение.

Тео́рия поле́й кла́ссов изучает абелевы расширения (конечные расширения Галуа с коммутативной группой Галуа) некоторых типов полей.
В рамках алгебраической теории чисел ТПК изучает абелевы расширения поля рациональных чисел, а в рамках теории p-адических чисел — абелевы расширения поля p-адических чисел.
Задачей теории полей классов является для заданного поля описать все абелевы расширения, причём это описание теория даёт в терминах основного поля. Кроме того, теория полей классов изучает арифметику абелевых расширений заданного поля, а именно законы разложения простых идеалов этого поля в любом заданном расширение и законы взаимности.
Теория полей классов глобальных полей называется глобальной теорией полей классов, локальных полей — локальной теорией полей классов.